# Tử thần Thực tử
Tử thần Thực tử (tên tiếng Anh là Death Eater) là một tổ chức hư cấu trong bộ truyện Harry Potter của nữ nhà văn Anh Quốc J. K. Rowling, do phù thủy hắc ám - Chúa tể Voldemort - thành lập, với mục đích "thanh lọc" cộng đồng phù thủy, loại bỏ những phù thủy gốc Muggle mà bọn chúng cho rằng thấp kém hơn dòng dõi phù thủy thuần chủng và không xứng đáng học phép thuật.

Những Tử thần Thực tử được nhận dạng bằng dấu hiệu Hắc Ám trên cánh tay trái, dấu hiệu được tạo bởi chính Chúa tể Voldemort cho những môn đồ với mục đích triệu tập thành viên ngay tức khắc. Khi hoạt động cho tổ chức, những kẻ này mặc áo choàng đen có mũ đội đầu và đeo mặt nạ để che giấu khuôn mặt. Trong phần bốn của loạt phim, những Tử thần Thực tử mang mặt nạ hình đầu lâu, áo choàng đen với chiếc mũ nhọn đầu. Tuy nhiên, trong phần năm, bọn chúng lại mang những chiếc mặt nạ kim loại khắc chi tiết, trông đằng đằng sát khí và mặc áo theo nghi thức hơn.

## Lịch sử

### Sự hình thành
Năm 1970, một nhóm các Tử thần Thực tử được thành lập dưới sự lãnh đạo của Chúa tể Voldemort, người được gọi là Tom Marvolo Riddle khi còn học ở trường đào tạo Phù Thủy và Pháp sư Hogwarts. Gần như tất cả các thành viên đều được tuyển chọn từ nhà Slytherin, bao gồm những pháp sư có khuynh hướng Hắc Ám và bọn sinh vật bất tử. Voldemort muốn đảm bảo cho những Trường Sinh Linh Giá của hắn ở mức độ an toàn nhất đồng thời âm mưu lật đổ Bộ Pháp thuật.

### Tư tưởng
Các Tử thần Thực tử tàn sát các Muggle và những pháp sư, phù thủy có gốc Muggle nhằm thanh lọc thế giới phù thủy. Chúng cho rằng những phù thủy có gốc Muggle đều là những kẻ thấp kém hơn dòng dõi phù thủy thuần chủng và không xứng đáng học phép thuật. Trong cuộc chiến thứ 2, bọn chúng đã tiến hành một cuộc đại tàn sát đẫm máu đối với những người này. Nhưng mỉa mai thay, kẻ lãnh đạo của chúng, Chúa tể Voldemort lại là kẻ mang một nửa dòng máu của người cha Muggle. 

Các Tử Thần Thực Tử cũng truy tìm và giết hại đối với những phù thủy thuần chủng nếu họ tỏ ra chống đối như cái chết của Fabian và Gideon Prewett. 

Trở thành Tử thần Thực tử có nghĩa là phải dành cả đời để phục vụ Chúa tể Hắc Ám. Việc phản bội là điều không thể tha thứ. Không phải là việc dễ dàng khi tham gia vào một tổ chức nào đó và xin rút lui chỉ vì thấy công việc quá khó khăn. Nếu họ cố gắng để rút lui thì chắc chắn cái chết là điều được báo trước. Sirius Black đã nghĩ rằng em trai ông, Regulus Black đã bị giết khi cố gắng quay lại. Hoặc như Igor Karkaroff đã phải trốn tránh khi đã phản bội lại quá nhiều đồng minh và bị giết ở một nơi nào đó mà mãi sau này mới phát hiện được xác.

## Cuộc chiến đầu tiên
Cuộc khủng bố kinh hoàng diễn ra 20 năm trước khi Harry đặt chân đến trường Hogwarts. Voldemort lúc ấy tiến hành "tái thiết lập thế giới phù thủy thuần chủng" bằng cách ám sát trên diện rộng những Muggle hay các phù thủy có nguồn gốc này. Bộ Pháp thuật nhanh chóng sụp đổ và triều đại Voldemort bắt đầu 11 năm thống trị. Cuộc khủng bố cũng đàn áp  ngay cả với các gia tộc phù thủy thuần chủng vì dám phản kháng lại Voldemort. Sự hoang mang, sợ hãi ngày càng lan nhanh trong cộng đồng phù thủy. Albus Dumbledore, người duy nhất khiến Voldemort chùn bước, đã đứng lên thành lập một hội kín nhằm chống lại Voldemort và các Tử thần Thực tử, Hội Phượng Hoàng ra đời. 

Khi cuộc đối đầu của hai bên đang trong giai đoạn căng thẳng, Severus Snape đã báo cho Voldemort biết về lời tiên tri khi ông nghe lỏm được cuộc đối thoại giữa Dumbledore và Sybill Trelawney tại quán Đầu Heo, làng Hogsmeade – "không ai có thể sống khi kẻ kia còn tồn tại" – về việc Harry, con trai của James và Lily Potter, thành viên Hội Phượng Hoàng hay Nevile con trai của Frank và Alice Longbottom, các thành viên khác của hội, sẽ trở thành người tiêu diệt Voldemort. Voldemort đã chọn Harry và để săn lùng đứa bé ấy, hắn đã giết hàng ngàn người vô tội chỉ để moi thông tin. Cho đến ngày 31 tháng 10 năm 1981, khi Người-giữ-bí-mật cho gia đình Potter là Peter Pettigrew phản bội, bán đứng họ, Voldemort đã đến thung lũng Godric để "hoàn thành" lời tiên tri. Hắn giết James bằng Lời nguyền Chết chóc (The Killing Curse). Lily hy sinh thân mình để bảo vệ con trai, tình yêu của Lily nhập vào người của Harry, khiến cho lời nguyền bị phản đòn trở lại Voldemort khiến thân xác bị tiêu hủy còn linh hồn thì tứ tán khắp nơi.

Voldemort biến mất khiến đám Tử thần Thực tử rơi vào hỗn loạn. Bộ Pháp thuật đã bắt giữ nhiều tên và tống giam vào nhà ngục Azkaban mà không cần xét xử. Nhưng một số lại được tự do vì biện hộ rằng mình bị bỏ bùa, bị điều khiển dưới Lời nguyền Độc đoán (The Imperius Curse) (Lucius Malfoy) hay bằng cách phản bội tổ chức, cung cấp thông tin về những người khác cho Bộ để được tha (Igor Karkaroff). Harry đã thấy Karkaroff khai ra những Tử thần Thực tử khác khi ở trong cái Chậu Tưởng ký của giáo sư Albus Dumbledore. Các Tử thần Thực tử còn lại như Bellatrix, Rodolphus và Rabastan Lestrange, Barty Crouch Jr cũng bị bắt vì nhiều tội ác khác nhau bao gồm cả việc dùng Lời nguyền Tra tấn đối với 2 vợ chồng Longbottom nhưng vẫn giữ lòng trung thành của mình và tuyên bố rằng chúa tể Voldemort sẽ quay trở lại. Số ít khác như Evan Rosier chọn cách chống lại và chiến đấu cho đến chết.

Sự kiện rầm rộ xảy ra 13 năm sau khi Voldemort biến mất, tại cúp Quidditch thế giới năm 1994, một nhóm các Tử thần Thực tử đã diễu hành, tấn công trại của một số pháp sư, phù thủy và tra tấn một gia đình Muggle gần đó chỉ nhằm mục đích phô trương và giải trí.

## Cuộc chiến thứ hai

### Sự trở về của Chúa tể Voldemort
Tháng 6 năm 1995, Peter Pettigrew đã sử dụng một phép thuật hắc ám cổ xưa để hồi sinh Voldermort khi Cedric chết. Phép thuật này cần xương của cha, thịt của kẻ bầy tôi và máu của kẻ thù. Voldermort đã hồi sinh nhờ xương của người cha quá cố Tom Riddle, một phần thân thể của Đuôi Trùn và máu của Harry Potter. Ngay sau đó, Voldemort đã chạm vào dấu hiệu Hắc Ám trên cánh tay của Pettigrew để triệu tập các môn đồ của hắn. Ngoại trừ những kẻ bị giết, bị giam giữ và một số đã phản bội giờ lại quá sợ hãi mà trốn biệt như Igor Karkaroff, những người còn lại đều nhanh chóng tập hợp, bao gồm cả Lucius Malfoy, Nott, Crabbe và Goyle, những người có con đang theo học tại trường Hogwarts. Snape quay trở lại hàng ngũ 2 giờ sau đó và tất nhiên đó là nhiệm vụ của ông được tiết lộ sau này (tất cả sáng tỏ ở tập 7).
Harry đấu tay đôi với Voldemort và may mắn thoát chết. Cậu trở về cùng với xác của Cedric Diggory (bị Peter Pettigrew giết) và báo với giáo sư Dumbledore về sự quay trở lại của Voldemort.
Bộ trưởng Bộ Pháp thuật, Cornelius Fudge và hầu hết Bộ Pháp thuật không hề tin rằng Voldemort đã trở lại. Mặc dù cụ Dumbledore và Harry cố gắng thuyết phục. Họ đề ra các chiến dịch đưa tin, viết các bài báo nhằm bôi nhọ danh tiếng của cụ Dumbledore và Harry trên tờ Nhật Báo Tiên Tri hằng ngày. Tuy vậy, khi Bộ trưởng Bộ Pháp thuật đến Sở Bảo Mật, nơi mà Harry Potter và Quân Đoàn Dumbledore đang chống lại Voldemort.

### Sự trả giá
Voldemort đã tiến hành mua chuộc các Giám ngục canh giữ nhà tù Azkaban và ký kết hiệp ước với người khổng lồ. Một cuộc vượt ngục tập thể của các Tử thần Thực tử đã diễn ra ở ngục Azkaban vào đầu năm 1996.
Cuối năm học thứ năm của Harry, Voldemort đã phái 12 Tử thần Thực tử, dẫn đầu là Lucius Malfoy, đột nhập vào Sở Bảo mật nhằm đánh cắp lời tiên tri liên quan đến hắn và Harry. Hắn muốn nghe đầy đủ lời tiên tri để hiểu toàn bộ kết nối giữa hắn và Harry. Sau khi xâm nhập vào đầu óc Harry, Voldemort đã cho Harry thấy hình ảnh giả tạo vì một phần của Voldemort sống ngay bên trông cơ thể của Harry về việc cha đỡ đầu của cậu, Sirius Black đang bị tra tấn ở đây. Vì quá lo lắng, Harry đã cùng với 5 người bạn của mình lên đường đến Bộ Pháp thuật. Harry và bạn bè cậu đã tiêu hủy được lời tiên tri. Một cuộc chiến giữa Tử thần Thực tử và các thành viên của Hội Phương Hoàng nổ ra. 11 Tử thần Thực tử bị bắt giữ, Sirius Black bị chị họ mình và cũng là một Tử thần thực tử là Bellatrix Lestrange giết chết. Voldemort sau đó đã đấu tay đôi với cụ Dumbledore tại Bộ Pháp thuật, sau đó hắn thất thế và cùng Bellatrix chạy thoát trước sự chứng kiến của Bộ Pháp thuật,

### Mở rộng chiến tranh
Bộ Pháp thuật đã chính thức nhận ra sai lầm: Voldemort đã thực sự trở lại. Các cuộc tấn công của Tử thần Thực tử không còn là bí mật. Bắt cóc, tra tấn, ám sát diễn ra liên miên. Chúng công khai khủng bố cả hai thế giới: phù thủy và Muggles. 	

### Chiến thắng tại Hogwarts
Trong lần trở lại này, Voldemort âm mưu giết cho bằng được Dumbledore. Tháng 6 năm 1997, Albus Dumbledore và Harry Potter đã lấy được một cái sợi dây chuyền mà Dumbledore tin rằng đó là một trong số những Trường Sinh Linh Giá của Voldemort từ một hang động đầy rẫy Âm Binh do Voldemort tạo ra. Khi quay trở về đến làng Hogsmeade, cả hai thầy trò đều thấy dấu hiệu Hắc Ám lóe sáng trên bầu trời. Họ vội vàng mượn chổi của bà Rosmerta quay về tháp Thiên văn. Tại đây, Harry đã bị cụ Dumbledore ếm bùa Bất động dưới lớp áo tàng hình trước khi Draco Malfoy xuất hiện. Cậu ta tiết lộ rằng mình đã sửa được cái Tủ-Biến-Mất ở trong Phòng Cần Thiết, tạo thành một lối đi thông ra ngoài cho các Tử thần Thực tử đột nhập vào trường Hogwarts. Cậu ta còn nói thêm là đã nhìn thấy một người trong phe của cụ Dumbledore chết (ý cậu ta nói đến Bill Weasley, anh bị tên người sói Fenrir Greyback cắn nhưng không chết). Dumbledore cũng nói cho Draco rằng cụ biết tất cả về âm mưu ám sát mình, về chiếc dây chuyền bị yểm bùa và chai rượu chứa thuốc độc đều nhằm vào cụ. Cụ cố gắng kéo dài thời gian cho đến khi Severus Snape và 4 tên Tử thần Thực tử khác xuất hiện. Snape đã dùng Lời nguyền Chết chóc (Avada Kedavra) hạ sát cụ. Sau cái chết của Dumbledore, Snape yêu cầu tất cả rút lui. Chứng kiến tất cả từ dưới áo tàng hình, Harry rất căm hận và đuổi theo ngay sau đó nhưng không thành công. Một trong số các Tử thần Thực tử đang trên đường bỏ trốn là Thorfinn Rowle đã đốt tan tành cái chòi của Rubeus Hagrid. 

Các Tử thần Thực tử được xác nhận có mặt  trong trận chiến này gồm có anh chị em Alecto và Amycus Carrow, Yaxley, Thorfinn Rowle, Gibbon, Fenrir Greyback, Bellatrix Lestrange và Draco Malfoy, cậu ta đã trở thành Tử thần Thực tử trẻ nhất khi chỉ mới 16 tuổi. 
Bill Weasley bị thương, Gibbon bị giết vì vô tình trúng phải 1 Lời nguyền Chết chóc (Avada Kedavra) do một tên đồng bọn phóng ra.

## Năm học cuối

### Chiến lược và mục tiêu
Voldemort đã bắt đầu hành động. Hắn vạch ra kế hoạch: một là phải lật đổ Bộ Pháp thuật và hai là phải bắt và giết chết Harry Potter. Hắn sắp đặt Yaxley canh chừng ở Bộ, còn Severus Snape và anh em Carrow được giao nhiệm vụ tại trường Hogwarts. 

Trụ sở của các Tử thần Thực tử là dinh thự Malfoy. Tại đây các Tử thần Thực tử sẽ báo cáo cho Voldemort và hắn ra chỉ thị cho chúng, mỗi ngày một lần. Voldemort cũng đã nhạo báng Bellatrix Lestrange và Lucius Malfoy về cuộc hôn nhân giữa Nymphadora Tonks (cháu ruột Bellatrix) và Remus Lupin, một người sói. Và tại đây, giáo sư môn Muggle học ở trường Hogwarts, Charity Burbage đã bị giết. Voldemort cũng dùng chính đũa phép của Lucius Malfoy để đánh trả lại Harry khi bắt được cậu và bạn bè (tập 7).

### Sự sụp đổ của Bộ Pháp Thuật
Ngày 1 tháng 8 năm 1997, Bộ Pháp thuật bị lật đổ, Bộ trưởng Bộ Pháp thuật Rufus Scrimgeour bị giết. Voldemort ếm Lời nguyền Độc đoán (The Imperius Curse) lên Pius Thicknesse và đưa ông ta lên vị trí Bộ trưởng. Hắn còn sắp đặt cho một số Tử thần Thực tử trở thành nhân viên của Bộ Pháp thuật. Từ những thông tin có được ở Bộ Pháp thuật, các Tử thần Thực tử đã sử dụng nó để tìm cách tấn công các thành viên của Hội Phượng Hoàng, các gia đình phù thủy có liên quan cũng như những đồng minh khác của họ như Ted và Andromeda Tonks. Không có ai bị giết nhưng có rất nhiều người bị thương. Họ bị bắt và bị tra hỏi về nơi ẩn náu của Harry, tất cả đều bị giám sát.

Dưới sự chỉ đạo của Voldemort, Bộ đã thành lập Uỷ ban đăng ký phù thủy gốc Muggle, công cụ dùng để khủng bố những phù thủy gốc Muggle, những kẻ bị cáo buộc rằng họ đã ăn cắp quyền năng pháp thuật và bị tống vào ngục Azkaban. Bộ cũng treo giải thưởng cho ai bắt được Harry – "kẻ phá rối số 1". Đồng thời Voldemort cũng đã ếm bùa cấm kị lên tên của mình để xác định được vị trí của bất cứ kẻ nào dám gọi tên hắn ra.

### Hiệu trưởng Snape
Năm 1997 Voldemort buộc trường đào tạo Phù Thủy và Pháp sư Hogwarts phải tiếp tục nhận học sinh nhưng tất cả các học sinh khi đến trường phải trình ra chứng minh Huyết tịch. Bất cứ học sinh nào có dòng dõi gốc Muggle đều được gửi đến Uỷ ban đăng ký phù thủy gốc Muggle rồi sau đó bị tống vào Azkaban. 

Snape được bổ nhiệm làm Hiệu trưởng trường Hogwarts, bất chấp sự phản đối từ giáo sư Minerva McGonagall cũng như từ các giáo sư khác và các thành viên còn lại của Quân đoàn Dumbledore, bao gồm cả Neville Longbottom, Luna Lovegood, Ginny Weasley. Họ khuyến khích các cuộc nổi loạn, giải thoát các học sinh bị giam cầm, tái lập và tiếp tục các cuộc gặp gỡ bí mật của Quân đoàn Dumbledore ở Phòng Cần Thiết.
Anh em nhà Carrow cũng được bổ nhiệm làm giáo sư ở Hogwarts. Amycus Carrow dạy môn Phòng chống Nghệ thuật Hắc Ám nhưng thực tế hắn chỉ dạy toàn Nghệ thuật Hắc Ám. Vincent Crabbe và Gregory Goyle là những đứa tỏ ra vô cùng thích thú khi được thực hành ếm Lời nguyền Tra tấn lên những đứa bị cấm túc. Em gái hắn, Alecto Carrow dạy môn Muggle học và phần lớn thời gian là mụ dùng để tẩy não học sinh khi nói về Muggle như loài thú vật.

### Cuộc đào thoát khỏi dinh thự nhà Malfoy
Trong thời gian Harry đi tìm các Trường Sinh Linh Giá và lẩn trốn, câu đã vô tình nói ra tên của Voldemort, điều đó đã kích hoạt bùa ếm mà Voldemort đã ếm lên tên của hắn. Harry, Ron, Hermione bị tóm ngay sau đó bởi những kẻ chuyên bắt cóc con nít do Fenrir Greyback cầm đầu và dẫn độ đến phủ Malfoy. Họ gặp cả nhà Malfoy và Bellatrix Lestrange ở đó. Trước khi triệu tập Voldemort, Bellatrix đã phát hiện ra Harry có thanh gươm của Godric Gyffindor và yêu cầu Draco Malfoy phải xác thực thân phận. Mụ đã thẩm tra Hermione bằng Lời nguyền Tra tấn. Cô đã nói dối và tuyên bố đó chỉ là một bản sao. Harry đã thuyết phục được con yêu tinh Griphook hợp tác khi nó bị gọi lên để kiểm tra thật giả của thanh gươm. Trong khi đó, gia tinh Dobby đã đến và giải thoát cho Harry, Ron, cụ Ollivander, Luna Lovegood và Dean Thomas từ tầng hầm. Dobby, Harry và Ron đã ở lại để cứu Hermione cùng với Griphook. Trước khi bỏ trốn, họ còn lấy được đũa phép của một số Tử thần Thực tử nhưng không may Dobby đã bị Bellatrix giết chết do thanh kiếm đâm ngay sau lưng của Dobby.

Triệu tập Voldemort mà không có Harry Potter khiến hắn vô cùng tức giận. Voldemort đã trừng phạt tất cả bọn chúng và cấm không cho rời khỏi dinh thự nửa bước.

### Sự hủy diệt của các Trường Sinh Linh Giá
Harry cùng với 2 người bạn của mình đã lần lượt tìm ra các Trường Sinh Linh Giá của Voldemort. Regulus Black và con gia tinh của nhà Black, Kreacher (sau này là của Harry Potter) đã lấy cắp và giấu đi cái mề đay của Salazar Slytherin, mặc dù ông không thể phá hủy được nó. Albus Dumbledore đã phá hủy chiếc nhẫn của Marvolo Gaunt với thanh gươm Godric Gryffindor. Vào năm học thứ 2, Harry đã dùng răng nanh Tử xà đâm xuyên qua cuốn nhật ký của Tom Riddle. Và nhờ sự giúp đỡ từ Thần Hộ mệnh của Snape, Ron Weasley đã tìm ra được thanh gươm Godric và dùng nó để phá vỡ cái mề đay. 

Qua những gì mà Bellatrix đã nói ở nhà Malfoy, Harry kết luận rằng có một Trường Sinh Linh Giá khác đang được cất giấu an toàn ở ngân hàng phù thủy Gringotts. Nhờ sự giúp đỡ của con yêu tinh Griphook, Harry, Ron, Hermione đã đột nhập vào Gringotts và lấy đi cái cúp của Helga Hufflepuff, sau đó trốn thoát bằng một con rồng. Sau này, khi Hermione và Ron quay trở lại Phòng chứa bí mật, Hermione đã lấy nanh Tử xà và dùng nó để phá hủy chiếc cúp.
 
Voldemort đã nghe về vụ đột nhập liều lĩnh của 3 người bạn vào Gringotts để lấy đi Trường Sinh Linh Giá của hắn thì vô cùng hoảng hốt. Hắn đã quay trở lại tất cả những nơi mà hắn đã dấu những Trường Sinh Linh Gía để kiểm tra và tiết lộ cho Harry rằng Hogwarts là nơi ẩn giấu cuối cùng mà Harry phải đến.

### Cuộc chiến ở Hogwarts
Tháng 5 năm 1998, Voldemort cùng với các Tử thần Thực tử tấn công vào trường Hogwarts và những người bảo vệ nó. Harry, Ron và Hermione thì lo tìm cái Trường Sinh Linh Giá cuối cùng, vương miện của Rowena Ravenclaw ở Phòng Cần thiết. Nhưng sau đó nó vô tình bị phá hủy bởi Vincent Crabbe khi nó tung ra bùa ếm Lửa Qủy không kiểm soát được. Các Tử thần Thực tử đã tấn công được vào lâu đài. Fred Weasley bị giết bởi Augustus Rookwook. Remus Lupin và Nymphadora Tonks đã thiệt mạng dưới lời nguyền của Antonin Dolohov và Bellatrix Lestrange.
 
Vì nghĩ Snape là chủ nhân thực sự của Cây đũa phép vô địch nên Voldemort đã sai con rắn Nagini cắn chết Snape với mong muốn sẽ trở thành chủ nhân tiếp theo của cây đũa. Sau đó Voldemort ra tối hậu thư cho Harry bắt Harry phải đến nộp mình trong vòng 1 giờ nếu không cả trường Hogwarts sẽ chết.
 
Voldemort hoàn toàn bất ngờ khi biết chủ nhân thực sự của Cây đũa phép vô địch không phải là kẻ mà hắn vừa giết mà chính là Harry. Chủ nhân trước đó cũng không phải Albus Dumbledore mà chính là Draco Malfoy. Tại nhà Malfoy, Harry đã tước được đũa phép của Draco nên dĩ nhiên toàn bộ sức mạnh đó đã thuộc về cậu. Chúa tể Voldemort bị Harry Potter giết chết vĩnh viễn.

Sau trận chiến, đám Tử thần Thực tử còn lại số thì bị bắt, số thì chạy trốn, dấu hiệu Hắc Ám trên tay các Tử Thần Thực Tử ngày càng mờ dần sau cái chết của Voldemort.

## Danh sách Tử thần Thực tử và những tội ác
| Avery                           | Là một trong những Tử thần Thực tử đầu tiên. Sau khi Voldemort sụp đổ, tuyên bố mình bị ếm Lời nguyền Độc đoán để thoát tội. | Tham gia vào cuộc tấn công ở Sở Bảo Mật. Có mặt ở cả hai cuộc chiến và trốn thoát cùng với một số Tử thần Thực tử khác vào năm 1997 |
| Regulus Black                   | Tình nguyện giúp đỡ Voldemort trong việc cất giữ cái mề đay của Salazar Slytherin. Nhưng sau này Regulus đã đổi ý muốn hủy cái mề đay và bọn âm binh (những xác chết bị các phù thủy hắc ám ếm bùa) kéo xuống hồ trong hang động cất chiếc mề đay.             | |
| Alecto và Amycus Carow          | Sau khi Voldemort sụp đổ, cả hai đã tìm cách tránh né được ngục Azkaban. | Có mặt ở trận chiến trên tháp Thiên văn. Cả hai đã tra tấn rất nhiều học sinh khi được Voldemort bổ nhiệm làm giáo sư giảng dạy ở Hogwarts. |
| Crabbe Sr                       | Là cha của Vincent Crabbe. Sau khi Voldemort sụp đổ đã tránh né được ngục Azkaban. | Có mặt khi Voldemort tái sinh. Tham gia vào trận chiến ở Sở Bảo Mật và bị tống giam Azkaban ngay sau đó. Trốn thoát cùng một số Tử thần Thực tử khác vào năm 1997 |
| Barty Crouch junnior            | Tham gia tra tấn 2 thành viên thường trực của Hội Phượng Hoàng là Frank và Alice Longbottom dẫn đến thương tật vĩnh viễn. Bị tống giam vào ngục Azkaban nhưng sau đó được người cha làm ở Bộ Pháp thuật lén lút cứu ra. .                                      | Trong hành trình giúp Voldemort tái sinh, hắn đã bắt cóc Alastor Moody, sử dụng Đa quả dịch giả dạng thành giáo sư mới dạy môn Phòng chống Nghệ thuật Hắc Ám ở Hogwarts nhằm tiếp cận Harry. Giết cha bằng Lời nguyền Chết chóc, ếm Lời nguyền Độc đoán lên Viktor Krum. Và trong cuộc thi Tam Pháp Thuật, hắn đã tra tấn Cedric, ếm bùa choáng lên Fleur. Sau cùng hắn nhận được cái hôn từ bọn Giám ngục.     |
| Antonin Dolohov                 | Giết Gideon và Fabian Prewett. Tham gia vào các vụ giết người tàn bạo và tra tấn hàng ngàn người không ủng hộ Voldemort. | Có mặt trong trận chiến ở Sở Bảo Mật và bị tống giam. Sau khi thoát khỏi Azkaban, hắn thất bại trong việc bắt giữ Harry ở Tottenham. Giết chết Remus Lupin trong trận chiến ở Hogwarts |
| Gibbon                          | | Bắn dấu hiệu Hắc Ám lên trời ở Hogwarts phái tháp Thiên văn. Bị giết chết do vô tình trúng phải Lời nguyền Chết chóc của Thorfinn Rowle dành cho Remus Lupin |
| Goyle Sr                        | Là cha của Gregory Goyle. Sau khi Voldemort sụp đổ, đã tìm cách tránh khỏi ngục Azkaban | Có mặt khi Voldemort tái sinh |
| Jugson                          | | Tham gia trận chiến trong Sở Bảo Mật và bị bắt. Trốn thoát cùng một số Tử thần Thực tử khác vào năm 1997 |
| Igor Karkaroff                  | Sau khi Voldemort sụp đổ, hắn đã phản bội, bán đứng nhiều đồng bọn và được giảm nhẹ hình phạt | Trốn tránh vì quá sợ hãi. Sau đó bị giết vì sự gian trá. |
| Bellatrix Lestrange             | Sử dụng Lời nguyền Tra tấn đối với 2 thành viên thường trực của Hội Phượng Hoàng là Frank và Alice Longbottom dẫn đến thương tật vĩnh viễn. Sau khi Voldemort sụp đổ, bị tống giam vào ngục Azkaban                                                            | Trốn thoát khỏi ngục Azkaban sau 14 năm. Tham gia vào trận chiến ở Sở Bảo Mật, giết chết Sirius Black và là Tử thần Thực tử duy nhất trốn thoát sau trận đó. Tra tấn Hermione Granger và giết chết Dobby ở phủ Malfoy. Giết Nymphadora Tonks và cố giết Ginny Weasley ở trận chiến Hogwarts. Bị giết bởi Molly Weasley trong trận này                                                                           |
| Rodolphus và Rabastan Lestrange | Sử dụng Lời nguyền Tra tấn đối với 2 thành viên thường trực của Hội Phượng Hoàng là Frank và Alice Longbottom dẫn đến thương tật vĩnh viễn. Sau khi Voldemort sụp đổ, bị tống giam vào ngục Azkaban                                                            | Trốn thoát khỏi ngục Azkaban sau 14 năm. Tham gia vào trận chiến ở ở Sở Bảo Mật và sau đó trốn thoát khỏi Azkaban 1 lần nữa năm 1997. Rodolphus có mặt trong trận chiến ở Little Whinging. |
| Walden Macnair                  | Là một trong những Tử thần Thực tử đầu tiên. Sau khi Voldemort sụp đổ, tuyên bố mình bị ếm Lời nguyền Độc đoán để thoát tội. Trở thành nhân viên của Uỷ ban bài trừ những sinh vật nguy hiểm thuộc Bộ Pháp thuật. Từng có ý định xử tử Buckbeak nhưng thất bại | Có mặt khi Voldemort tái sinh. Thuyết phục người khổng lồ tham gia lực lượng Tử thần Thực tử. Tham gia vào trận chiến ở Sở Bảo Mật và sau đó trốn thoát khỏi Azkaban một lần nữa năm 1997. Tham gia trận chiến ở Hogwarts nhưng sau đó bị Rubeus Hagrid đánh bất tỉnh |
| Draco Malfoy                    | | 2 lần cố gắng ám sát Albus Dumbledore nhưng thất bại. Ếm lời nguyền Độc đoán lên bà Rosmerta. Vô tình ếm nhầm Katie Bell và đầu độc Ron Weasley. Sửa thành công cái Tủ-biến-mất trong Phòng cần thiết tạo thành một con đường cho các Tử thần Thực tử đột nhập vô lâu đài. Trong trận chiến ở Hogwarts cố gắng bắt cho được Harry nhưng không thành công. Tham gia miễn cưỡng các hoạt động của Tử thần Thực tử |
| Lucius Malfoy                   | Sau khi Voldemort sụp đổ, tuyên bố mình bị ếm Lời nguyền Độc đoán để thoát tội. | Đã lén đưa cho Ginny Weasley cuốn nhật ký của Tom Riddle. Tham gia vào cuộc tra tấn một gia đình Muggle ở Cúp Quidditch thế giới năm 1994. Sử dụng Lời nguyền Độc đoán để ếm nhân viên Broderick Bode hòng moi thông tin về lời tiên tri. Dẫn đầu 12 Tử thần Thực tử đến Sở Bảo Mật, bị bắt và sau đó trốn thoát khỏi ngục Azkaban. Sau cùng hắn cùng với gia đình trốn khỏi trận chiến Hogwarts.               |
| Mulciber                        | Là một trong những Tử thần Thực tử đầu tiên. Sau khi Voldemort sụp đổ, bị tống vào ngục Azkaban | Trốn thoát trong cuộc vượt ngục tập thể năm 1996. Tham gia vào trận chiến ở Sở Bảo Mật và sau đó trốn thoát khỏi Azkaban lần nữa năm 1997. |
| Nott Sr                         | Cha của Theodore Nott. Là một trong những Tử thần Thực tử đầu tiên. Sau khi Voldemort sụp đổ, đã tránh được khỏi ngục Azkaban | Có mặt khi Voldemort tái sinh. Tham gia vào trận chiến ở Sở Bảo Mật và sau đó trốn thoát khỏi Azkaban lần nữa năm 1997. |
| Peter Pettigrew                 | Phản bội James và Lily Potter, bán đứng họ cho Voldemort. Cho nổ tung một con đường, giết chết 12 Muggle và tự tạo cái chết cho chính mình để đổ tội cho Sirius.                                                                                               | Gíup Voldemort tái sinh bằng một phần thân thể của hắn và máu của Harry. Giúp Voldemort giết chết Cedric, ếm và bắt cóc Bertha Jorkins để moi thông tin, sau đó giết chết. Ở phủ Malfoy, hắn bị giết bởi chính bàn tay kì diệu mà Voldemort đã ban cho, khi cố tìm cách để siết cổ Harry. |
| Augustus Rookwook               | Làm việc tại Bộ Pháp thuật, thực chất là gián điệp của Voldemort. Bị Igor Karkaroff tố cáo và tống giam | Trốn thoát trong cuộc vượt ngục tập thể năm 1996. Tham gia vào trận chiến ở Sở Bảo Mật và sau đó trốn thoát khỏi Azkaban lần nữa năm 1997. Tham gia chiến đáu tại Hogwarts. Giết chết Fred Weasley |
| Evan Rosier                     | Là một trong những Tử thần Thực tử đầu tiên. Sau khi Voldemort sụp đổ, không muốn bị bắt nên đã quay sang chống lại các Thần Sáng. Bị Alastor Moody giết chết sau khi đã phá hủy một phần mũi của ông                                                          | |
| Thorfinn Rowle                  | | Có mặt trong trận chiến ở tháp Thiên văn. Vô tình giết chết Gibbon khi đang ếm Lời nguyền Chết chóc lên Remus Lupin. Bị trừng phạt bởi Voldemort khi thất bại trong việc bắt giữ Harry ở Tottenham. Tham gia trong trận chiến Hogwarts |
| Selwyn                          | | Tấn công Rubeus Hagrid và Harry Potter trong trận chiến ở Little Whinging. Cùng với Travers tra tấn Xenophilius Lovegood về nơi ẩn náu của Harry |
| Severus Snape                   | Cung cấp cho Voldemort thông tin về lời tiên tri, dẫn đến cái chết của 2 vợ chồng nhà Potter. Đau đớn trước cái chết của Lily Potter, ông hối hận và đồng ý làm gián điệp cho Dumbledore, chống lại Voldemort.                                                 | Trở thành thành viên Hội Phượng Hoàng. Tiếp tục làm siêu tình báo cho cụ Dumbledore. Tham gia vào kế hoạch giết Dumbledore và trở thành Hiệu trưởng trường Hogwarts. Bị giết bởi con rắn Nagini (trường sinh linh giá) của Voldemort |
| Travers                         | Tham gia vào cuộc tàn sát gia đình McKinnons. Sau khi Voldemort sụp đổ, bị tống giam. | Trốn thoát trong 1 cuộc vượt ngục tập thể năm 1996. Có mặt trong trận chiến ở Little Whinging. Tra tấn Xenophilius Lovegood. Đe dọa nhân viên ngân hàng Gringotts. |
| Wilkes                          | Chiến đấu và bị các Thần Sáng giết chết | |
| Yaxley                          | | Có mặt trong trận chiến ở tháp Thiên văn. Ếm Lời nguyền Độc đoán lên Pius Thicknesse,giết chết Colin Crevvey. Tham gia vào việc tra khảo, đàn áp các phù thủy gốc Muggle ở Ủy ban đăng ký phù thủy gốc Muggle. Trong trận chiến Hogwarts, bị đánh bại bởi George Weasley và Lee Jordan |

## Các Tử thần Thực tử trứ danh

### Peter Pettigrew
Peter Pettigrew (biệt danh là Đuôi Trùn: Wormtail) xuất hiện lần đầu tiên trong tập truyện Harry Potter và tên tù nhân ngục Azkaban.
Peter Pettigrew được miêu tả là người đàn ông có ngoại hình mập, rất lùn, hơi ngố, xấu xí và có phần giống chuột. Trong phim thêm chi tiết là có bốn cái răng hàm trên cửa to. Trong tập Harry Potter và Hòn đá phù thủy, Peter đội lốt một con chuột của Ronald Weasley, bị Ron ếm bùa "chuyển màu" (nhưng không thành). Khi đó, người ta hiểu Peter chỉ là một con chuột già kỳ lạ sống tới 12 năm tuổi. Trong tập Harry Potter và tên tù nhân ngục Azkaban, tiếp tục với lốt chuột của Ron, Peter đi cùng Gia đình Weasley tới Ai Cập. Nhưng khi về nhà, nó bị con mèo của Hermione Granger là Crookshanks, vốn là bạn của con chó mà Sirius Black đội lốt đuổi bắt (điều này đôi lúc cũng mâu thuẫn cho Ron và Hermione). Cuối cùng, hắn trở lại lốt người khi bị Remus Lupin và Ron đuổi tới Lều hét trong khuôn viên trường Hogwarts. Harry Potter biết rõ sự thực vì sao bố mẹ cậu chết, nhưng vẫn sẵn lòng tha thứ cho hắn. Đó chính là món nợ của Peter và Potter. Peter Pettigrew sống cùng và phục vụ Voldemort tại làng Hangleton Nhỏ. Cuối năm, khi chiếc Khóa cảng đưa Harry và Cedric Diggory tới khu nghĩa trang, hắn đã chặt đứt bàn tay, hồi sinh cho Voldemort, đồng thời giết chết Cedric. Voldemort đã ban cho hắn bàn tay bạc để bù lại. Peter là tay sai trung thành nhất của Voldemort lúc đó. Peter Pettigrew bị chiếc tay giả bằng bạc do chính Voldemort ban cho giết trong một lúc chần chừ giữa giết hay không giết Harry trong tập Harry Potter và Bảo bối tử thần.
Trong phim, Peter Pettigrew do diễn viên Timothy Spall thủ vai.

### Regulus Black
Regulus Arcturus Black (1961-1979) sinh ra trong gia đình phù thủy thuần huyết, là con trai của Orion và Walburga Black, em trai Sirius Black. Là thành viên gia đình Black, một dòng họ phù thủy lâu đời.
Regulus nhập học Hogwarts năm 1972 và được phân loại vào nhà Slytherin. Cậu gia nhập hàng ngũ Tử Thần Thực tử ở độ tuổi rất trẻ nhưng không lâu sau đó đào thoát vì nhận ra những thủ đoạn Voldemort làm để đạt được mục tiêu của mình. Regulus cũng phát hiện ra sự thật về những Trường sinh linh giá và quyết tâm phá hủy chúng. Sau cùng bị giết bởi thuốc độc và âm binh sau khi lấy chiếc mề đay của Slytherin và đánh tráo bằng một cái mề đay khác của mình.

#### Tiểu sử

##### Cuộc sống gia đình
"Chú ghét hầu hết bọn họ: Bố mẹ chú với niềm đam mê cái dòng máu thuần chủng đến cuồng loạn, cho rằng việc mang họ Black khiến người ta trở thành quý tộc... ông em ngốc của chú thì luôn ngây thơ tin điều đó. Nó nhỏ hơn chú và luôn được khen là ngoan hơn chú nhiều, chú vẫn nhớ là như vậy"
- Sirius Black kể về người em trai-
Bố mẹ của Regulus luôn khen ngợi cậu khác xa so với người anh trai Sirius. Mặc là con trai trưởng và là người thừa kế, Sirius chưa bao giờ tuân theo truyền thống của gia đình Black, trái ngược với Regulus. Bố mẹ ông rất phản đối điều đó, sau đó Sirius được phân loại vào Gryffindor khi nhập học Hogwarts. Vài năm sau, Sirius bỏ nhà đi khi 16 tuổi và tên ông bị đốt cháy trên cây gia phả giống như Andromeda Tonks trước đó. Mặc khác, Regulus ngưỡng mộ cha mẹ mình với lòng trung thành và gìn giữ truyền thống gia đình.
"Nhưng cậu chủ Regulus có niềm kiêu hãnh đúng đắn; cậu biết điều gì xứng đang với cái tên Black và phẩm giá huyết thống thuần chủng của cậu. Suốt nhiều năm trời cậu chủ nói về Chúa tể Hắc ám, người sẽ đưa các pháp sư ra khỏi sự trốn tránh để cai trị bọn Muggle và bọn có gốc Muggle... và khi trong 16 tuổi, cậu chủ Regulus đi theo Chúa tể Hắc ám. Tự hào lắm, tự hào vô cùng, hạnh phúc vô cùng được phục vụ... "
- Kreacher kể về Regulus-
Không giống như người anh trai của mình, Regulus nhập học Hogwarts và được phân loại vào nhà Slytherin theo đúng truyền thống gia đình. Cậu sau đó trở thành tầm thủ của đội Quidditch, Harry đã phát hiện ra điều này bằng tấm ảnh đội Quidditch Slytherin ở trong phòng ngủ của Regulus. Regulus cũng là thành viên của câu lạc bộ Slug, ông học ở Hogwarts trong những năm từ 1972 tới 1979.

##### Trở thành Tử thần Thực tử
Từ khi còn trẻ, Regulus đã hâm mộ Voldemort và có tham vọng trở thành Tử thần Thực tử. Regulus cắt rất nhiều hình ảnh và bài báo của Chúa tể Hắc ám từ tờ Nhật báo Tiên tri và dán lên tường trong phòng ngủ của mình bên cạnh bức vẽ gia đình ông. Regulus nhận dấu hiệu hắc ám vào tuổi 16, khi bố mẹ cậu rất tán thành là Voldemort đang phấn đấu để khẳng định quyền lực của huyết thống thuần chủng trước những phù thủy lai và Muggle. Mặc dù bố mẹ ông không là Tử thần Thực tử tuy nhiên họ đồng tình với nhiều quan điểm của Chúa tể Hắc ám.
Sau khi gia nhập hàng ngũ Tử thần Thực tử, Regulus bắt đầu suy nghĩ về việc rời bỏ, một phần khi biết được Voldemort cố ý giết Kreacher - gia tinh trung thành của nhà Black trong lúc dựng nên những hàng rào bảo vệ cho Trường sinh Linh giá.
Trong năm 1979, Regulus bắt đầu nghi ngờ quyết định trở thành Tử thần Thực tử của mình, nhưng vẫn miễn cưỡng phục tùng Voldemort. Một ngày, Voldemort hỏi mượn gia tinh Kreacher, Regulus đồng ý để làm vui lòng Chúa tể. Voldemort dùng Kreacher để thử nghiệm các hàng rào bảo vệ Trường sinh Linh giá rồi để mặc nó chết và rời đi. Kreacher thoát được nhờ những pháp thuật riêng của gia tinh và kể cho cậu chủ Regulus nghe những gì đã xảy ra.
Đó là nhân tố quyết định việc rời đi của Regulus. Cậu tạo nên một bản sao của cái dây chuyền và nhét bên trong một bức thư, sau đó sai Kreacher dắt cậu tới nơi cất giấu cái mề đay. Kreacher dẫn đường đến cái động năm xưa. Ở hòn đảo sau khi uống trọn chất độc của cái chậu, Regulus đưa cái dây chuyền thật yêu cầu Kreacher mang về rồi tìm cách phá hủy và thay thế bằng cái giả của cậu. Regulus tự uống chất độc khiến cổ họng bỏng rát, ông tiến sát hồ để uống nước và bị âm binh kéo xuống hồ. Kreacher theo lệnh cậu chủ khóa cái hộp trước khi quay về. Mặc dù cố gắng tìm mọi cách, Kreacher đã không thể nào phá hủy cái Trường sinh Linh giá.
Cha của Regulus - ông Orion cũng mất trong năm 1979.
"Gửi Chúa tể Hắc ám
Tôi biết tôi đã chết rất lâu trước khi ông đọc được bức thư này nhưng tôi muốn ông biết rằng tôi là người đã khám phá ra bí mật của ông. Tôi đã đánh cắp cái Trường sinh Linh giá này và sẽ phá hủy nó ngay khi có thể. Tôi chấp nhận cái chết với hy vọng rằng khi ngài gặp được đối thủ tương xứng, ngài sẽ chết một lần nữa.
R.A.B"
- Lá thư Regulus Black giấu trong cái mề đay"

##### Sau khi mất
"Chiến đấu, chiến đấu vì chủ nhân của ta, người bảo vệ gia tinh. Chiến đấu chống Chúa tể Hắc ám nhân danh cậu chủ Regulus dũng cảm! Tiến lên"
- Kreacher hô hào khi chiến đấu ở Hogwarts-
Sự thật về cái chết của Regulus bị giấu kín hoàn toàn với các thành viên gia đình Black theo yêu cầu của Regulus vì ông cho rằng như vậy an toàn hơn cho họ. Vì không biết bí mật này nên Sirius Black đã hiểu lầm rằng Regulus vì đã lấn quá sâu vào con đường hắc ám nên bị giết khi cố gắng rời bỏ.

#### Ngoại hình
"Có thể nhận ra ngay tức thì Regulus là cầu thủ đứng chính giữa hàng đầu: cũng mái tóc đen và vẻ mặt hơi kiêu giống như người anh, mặc dù nhỏ con hơn, mảnh khảnh hơn, và không đẹp trai như chú Sirius ngày xưa."
- Regulus Black qua miêu tả của Harry Potter-
Regulus được nhận xét rất giống với người anh của mình bởi mái tóc đen, vẻ mặt hơi kiêu vì lịch sử của dòng họ mình. Harry Potter nhận xét rằng Regulus nhỏ người hơn, mảnh khảnh hơn và không đẹp trai bằng người anh trai Sirius. Vì là Tử thần Thực tử nên Regulus cũng mang dấu hiệu Hắc ám trên cổ tay trái của mình.

#### Tính cách
Regulus được phân loại vào nhà Slytherin khi nhập học Hogwarts, cậu rất háo hức được thể hiện truyền thống của gia đình, khác hẳn Sirius, người luôn muốn làm điều ngược lại. Cha mẹ Regulus rất tôn sùng dòng máu thuần chủng nên Regulus được kì vọng sẽ nối tiếp truyền thống ấy khi cậu lớn lên. Phòng ngủ của Regulus treo đầy những biểu ngữ của Slytherin, khác với Sirius, căn phòng của người anh trai là những biểu tượng của Gryffindor.
Cũng giống như cha mẹ mình, Regulus rất ngưỡng mộ chúa tể Hắc ám, ông tin rằng Voldemort là một phù thủy Hắc ám vĩ đại. Tuy nhiên, sau khi trở thành Tử thần Thực tử, Regulus nhận thấy những việc tàn bạo mà Voldemort đã làm để đạt được tham vọng của mình. Điều này cho thấy rằng mặc cho có cùng chung quan điểm với chúa tể Hắc ám, Regulus có những phẩm giá đạo đức riêng. Sau khi khám phá ra sự tồn tại và ý nghĩa của Trường sinh Linh giá, Regulus đã phản bội ông chủ của mình, ông quyết định phá hủy chúng và hi sinh tính mạng mình, qua đó cho thấy Regulus vô cùng dũng cảm và cao thượng. Việc ông yêu cầu Kreacher giữ kín  bí mật này với gia đình để bảo đảm sự an toàn của họ chứng tỏ sự quan tâm của ông với gia đình, bao gồm cả Sirius mặc cho những bất hòa giữa họ. Ông là một trong những người tin rằng Voldemort sẽ có ngày bị đánh bại bởi Kẻ Được Chọn.
Khả năng pháp thuật:
- Quidditch: Regulus chơi ở vị trí tầm thủ trong đội Quiddicth nhà Slytherin trong thời gian ông học tập ở Hogwarts.
- Kiến thức pháp thuật: Regulus rất thông minh và hiểu biết nên mới nhận ra được những Trường sinh Linh giá. Chúng là những vật phẩm hắc ám nguy hiểm mà chỉ một số ít phù thủy có hiểu biết về nó. Mặc cho Voldemort đã tạo ra những Trường sinh Linh giá, các thuộc cấp trung thành nhất của ông cũng không hề hay biết gì về nó. Regulus cũng vượt qua được những hàng rào bảo vệ mà Chúa tể Hắc ám đã dựng ra nhằm bảo vệ cái mề đay và lấy nó, mặc cho ông phải đánh đổi tính mạng mình.

### Fenrir Greyback
Fenrir Greyback là một người sói rất man rợ ở trong truyện Harry Potter còn sót lại. Do hắn bị nhiễm sói nên hắn coi sứ mệnh của hắn là cắn và truyền nọc người sói cho người khác (giáo sư Remus John Lupin và Bill Weasley đã bị Greyback cắn nhưng do Bill không bị hắn cắn vào đêm trăng tròn nên Bill chỉ thay đổi là khoái món bít tết còn sống). Hắn nuôi dạy những đứa trẻ bị hắn cắn tránh xa và căm ghét giới phù thủy, mục đích của hắn là tạo ra thiệt nhiều người sói để chiến thắng giới pháp sư. Voldemort đã sử dụng hắn để dọa con cái người ta và những lời đe dọa đó thường là sự thật. Vào đêm trăng tròn hắn thường chọn vị trí gần nạn nhân để đảm bảo đủ gần và tấn công họ. Hắn cùng với lại nhóm mẹ mìn (cùng bắt phù thủy gốc Muggle và phản bội huyết thống). Trong tập 7 hắn đã bắt Harry, Ron, Hermione (vì Harry đã lỡ thốt ra cái tên Voldemort) đến phủ Malfoy và bị Harry tấn công bằng bùa điểm huyệt ở phút cuối của phủ Malfoy bằng 3 cây đũa phép. Hắn đã bị hạ gục bởi Ron và Neville ở chiến trường Hogwart.
Trong phim Harry Potter 6 và 7, Fenrir Greyback do diễn viên Dave Legeno thủ vai.

### Barty Crouch Jr.
Từng là học sinh xuất sắc ở Hogwarts, với 12 chứng chỉ O.W.L, Barty Crouch rời trường và gia nhập nhóm Tử thần Thực tử. Hắn là một trong bốn kẻ bắt và tra tấn vợ chồng phù thủy Frank và Alice Longbottom, cha mẹ của Neville đến phát điên sau sự sụp đổ của chúa tể Voldemort. Trong Harry Potter và chiếc cốc lửa, Barty Crouch Jr. đã đánh bất tỉnh Alastor Moody Mắt điên và dùng thuốc Đa dịch để giả mạo. Đồng thời, hắn là người đã lén bỏ tên Harry vào chiếc cốc lửa và đổi chiếc cúp Tam pháp thuật để biến thành Khóa cảng đưa Harry đến nghĩa địa có mộ của cha Voldemort. Nhưng phút cuối hắn đã bị Giám ngục Azkaban hút hết linh hồn.
Trong phim, Barty Crouch Jr do diễn viên David Tennant thủ vai.

### Amycus và Alecto Carrow
Amycus Carrow và Alecto Carrow hay còn gọi là anh em nhà Carrow, là hai tên đã tấn công vào tháp canh của trường Hogwart. Năm thứ 7, Amycus Carrow dạy môn phòng chống nghệ thuật hắc ám, còn Alecto Carrow dạy môn Muggle-học. Anh em nhà Carrows đã bắt và tra tấn dã man các học sinh, đặc biệt là Neville Longbottom và Michael Corner. Tuy nhiên, do lời nguyền Voldemort ếm lên môn mà Amycus Carrow, hắn đã ở lại trường không quá một năm. Hắn và cùng với Alecto Carrow bị Harry hạ vào lúc khởi đầu trận chiến Hogwarts.
Trong Harry Potter 6, Amycus Carrow do Ralph Ineson thủ vai, Alecto Carrow do Suzanne Toase thủ vai.

### Bellatrix Lestrange - Bellatrix Black

Diễn viên Helena Bonham Carter trong vai Bellatrix Lestrange

Bellatrix Lestrange (tên trước khi lấy chồng là Bellatrix Black; tên Voldemort thường gọi là Bella) là một nhân vật hư cấu trong bộ truyện Harry Potter của nữ nhà văn Anh Quốc J. K. Rowling. Cô xuất hiện lần đầu tiên trong Harry Potter và chiếc cốc lửa. Trong loạt phim phỏng theo bộ truyện này, diễn viên Helena Bonham Carter thủ vai Bellatrix Lestrange. Các nhà phê bình đã có lời khen cho vai diễn này. Cô cũng sẽ tham gia trong phần tiếp theo, Harry Potter và hoàng tử lai và cả phần cuối. Trước đó, dự kiến diễn viên Helen McCrory sẽ thủ vai này, nhưng cô từ chối do đang mang thai nên Helena Bonham Carter đã thay thế. Trong tiếng La Tinh, "Bellatrix" có nghĩa là "Nữ chiến binh". Đồng thời đây cũng là tên của ngôi sao sáng thứ ba trong chòm sao Lạp Hộ, được gọi là sao Amazon. Cái tên “Lestrange” có thể được giải thích bằng tính cách kỳ quặc (strange) của nhân vật này.
Theo truyện, Bellatrix Lestrage sinh ngày 9 tháng 4 năm 1951 và mất vào tháng 5 năm 1998 khi bị Molly Weasley tiêu diệt. Nhà văn J. K. Rowling, tác giả của bộ truyện nói rằng Bellatrix Lestrange là "người thay thế cuối cùng và xuất sắc nhất của Voldemort". Cô là nữ Tử thần Thực tử đầu tiên trong số ít những nữ Tử thần Thực tử xuất hiện trong bộ truyện này. Bella sở hữu đũa phép là gỗ cây óc chó và gân tim rồng, mười hai ba phần tư inch, cứng cựa (theo lời của Ollivander).
Trong truyện, Bellatrix được miêu tả cao hơn Harry Potter, có mái tóc đen thô dày nhưng bóng mượt, dợn sóng tới ngang hông. Môi mỏng, đôi mắt màu tối với đôi mi trĩu nặng, làn da trắng nhợt nhạt nhưng vẫn toát lên nét quý tộc của gia đình Black. Mặc dù vậy, nhà văn Rowling đã giải thích rằng do đã phải trải qua một thời gian dài trong ngục Azkaban nên cô trông hơi khó coi một chút. Nét đẹp của một người phụ nữ đã bị giảm nhiều so với thời gian trước khiến cô trở nên gầy gò, hốc hác như bộ xương, hàm rộng ra khi xuất hiện trên một mục nhỏ của tờ Nhật báo Tiên tri. Trong một số bài tường thuật trong truyện đã kể rằng Belatrix bị cho là hơi bấn loạn tinh thần. Ví dụ như trong cuộc chiến tại Sở Bảo mật, Rowling tả là gương mặt cô thể hiện "đôi mắt điên dại" và "sự hăng hái một cách cuồng loạn", thậm chí cô còn mất bình tĩnh khi Harry "bôi nhọ" tên của Voldemort - chủ nhân của cô. Cô là một nữ Tử thần Thực tử rất tàn ác, thường xuyên sử dụng Lời nguyền Tra tấn lên những nạn nhân và cảm thấy thích thú khi họ rên la thảm thiết vì đau. Cô không hứng thú với việc giết nạn nhân ngay tức khắc mà thay vào đó là "chơi với thức ăn trước khi ăn nó" - theo như lời nhận xét của giáo sư Albus Dumbledore nói với giáo sư Severus Snape. Bellatrix là một trong những phù thủy được gia đình giáo dục rằng phải tin tưởng tuyệt đối vào uy quyền tối cao của những dòng họ phù thủy thuần chủng. Ngoài ra, cô cũng rất giỏi bùa chú Bế quan Bí thuật, bằng chứng là đã dạy cho người cháu Draco Malfoy kĩ năng này để có thể tránh được sư truy xét từ giáo sư Albus Dumbledore trong kế hoạch ám sát ông. Trong cuộc chiến phù thủy thứ nhất, Bellatrix Lestrange đứng về phía Voldemort. Sau sự sụp đổ của hắn khi âm mưu giết Harry Potter, Bellatrix cùng nhóm Tử thần Thực tử, bao gồm cả Barty Crouch Con đã bắt và tra tấn đôi vợ chồng Thần Sáng Alice và Frank Longbottom đến điên loạn. Nhưng cuối cùng tất cả đều bị Hội đồng Phù thủy Wizengamot kết án tù chung thân tại Azkaban.
Cha của Bellatrix là Cygnus Black, mẹ là Druella Rosier. Cô có hai người em gái là Narcissa Black (Narcissa Malfoy) và Andromeda Black (Andromeda Tonks). Chồng cô là Rodolphus Lestrange, cũng là một trong những Tử thần Thực tử đầu tiên của Voldemort thuộc dòng họ phù thủy thuần chủng Lestrange, đúng như cô mong muốn. Bellatrix là cô họ của Draco Malfoy, là chị họ của Sirius Black và là dì của Nymphadora Tonks.
Vai trò trong bộ truyện
Bellatrix Lestrange đã trốn khỏi nhà ngục Azkaban và trở lại làm Tử thần Thực tử như ngày xưa. Cùng với Lucius Malfoy, Bellatrix truy tìm lời tiên tri về Harry Potter và Chúa tể Voldemort. Sau khi ếm Lời nguyền Chết chóc lên Sirius Black, cô đã bị Harry đuổi theo và đốn ngã bằng Lời nguyền Tra tấn. Nhưng sau đó, nhờ có sự xuất hiện của Voldemort, cô đã trốn đi được. Trong tập 7, Bellatrix tỏ ra rất quy phục vào Chúa tể Voldemort, tuy nhiên Voldemort càng ngày càng không được tin tưởng cô cho lắm. Với thế lực của Bellatrix ở trong nhóm Tử thần thực tử (Dealth Eater), Hermione Granger đã dựa vào đó để cải trang thành Bellatrix và bộ ba cùng đột nhập thành công vào ngân hàng Gringott. Trước đó, khi bộ ba bị Greyback bắt vào Phủ Malfoy, Bellatrix đã tra tấn Hermione và giết chết gia tinh Dobby. Bellatrix bị mất đũa phép cũng vào dịp đó. Trong trận chiến Hogwarts bà bị nữ phù thủy Molly Weasley giết chết.

### Lucius Malfoy

Diễn viên Jason Isaacs trong vai Lucius Malfoy

Lucius Malfoy là một nhân vật hư cấu trong bộ truyện Harry Potter của nữ nhà văn Anh Quốc J. K. Rowling. Ông xuất hiện lần đầu tiên trong Harry Potter và phòng chứa bí mật. Trong loạt phim phỏng theo bộ truyện này, diễn viên Jason Isaacs thủ vai Lucius Malfoy. Lucius Malfoy sinh năm 1954. Lucius Malfoy được miêu tả có làn da nhợt nhạt, trắng bệch như sáp với mái tóc màu vàng bạch kim và đôi mắt màu xám lạnh lùng. Ông ta luôn cầm theo một cây gậy đầu chạm rắn giấu cây đũa phép bên trong. Lucius Malfoy cũng giống Bellatrix Lestrange, là một người mang nặng thành kiến với những phù thủy không thần chủng, ghét những Muggle, hay người lai hai dòng máu. Tên "Lucius" là một cái tên phổ biến ở Đế quốc La Mã xưa, có thể liên quan đến quỷ Lucifer. Trong truyện ở đây ám chỉ nhà độc tài Lucius Sulla - kẻ đã xử tử những đối thủ của mình một cách bất hợp pháp - nhưng cũng có thể là tên của Hoàng đế La Mã Lucius Dominitus Agenorbatus (được biết với cái tên là Hoàng đế Nero) hay Hoàng đế Lucius Tiberius) - đối thủ của vua Arthur trong huyền thoại. Thú vị một điều là trong truyện, Lucius Malfoy và Arthur Weasley lại là những kẻ thù không đội trời chung với nhau. Theo lịch sử, vua Arthur hạ Lucius bằng một mũi tên trúng đầu. Còn trong truyện, tại tiệm sách Phú Quý Và Cơ Hàn, Arthur cũng đã đấm Lucius ngã vào giá sách và ông ta bị đống sách rơi trúng đầu. Tên họ "Malfoy" bắt nguồn từ tiếng Pháp mal foi hoặc mal foy, có nghĩa là "tính nết xấu" hoặc "sự trung thành tồi tệ".
Lucius là con của Abraxas Malfoy. Ông là một Tử thần Thực tử và là người đứng đầu dòng họ phù thủy thuần chủng Malfoy. Lucius sống với vợ mình là Narcissa Malfoy cùng con trai Draco Malfoy trong một lâu đài lớn gọi là "Phủ Malfoy" ở Wiltshire, miền Tây Nam Anh Quốc trước thời gian bị bắt giam vào nhà ngục Azkaban vì vai trò của ông ta trong cuộc tấn công tại Bộ Pháp thuật (Harry Potter và hội Phượng hoàng). Ông cũng học tại trường Hogwarts, được xếp vào nhà Slytherin và từng là Huynh trưởng nhà ấy trong thời gian Severus Snape mới vào trường. Không rõ về mẹ ông, nhưng trong Harry Potter và hoàng tử lai, Abraxas được người cháu Draco Malfoy đề cập đến với hy vọng được giáo sư Horace Slughorn quan tâm đến. Malfoy là một ủy viên hội đồng quản trị nổi tiếng của trường Hogwarts cho đến khi bị sa thải do đe dọa những dòng họ khác trong hội đồng, ép buộc họ phải đình chỉ công tác của hiệu trưởng trường, giáo sư Albus Dumbledore. Theo tờ tạp chí Forbes, Lucius Malfoy đứng thứ 12 trong danh sách những nhân vật hư cấu giàu có nhất. Ông ta đã từ bỏ nhóm Tử thần Thực tử sau sự biến mất của Chúa tể Voldemort, biện hộ rằng mình đã bị bỏ bùa dưới sự điều khiển của Lời nguyền Độc đoán. Việc này đã được Bộ Pháp thuật chấp nhận. Lucius Malfoy quen với Igor Karkaroff, cũng là một Tử thần Thực tử cũ và là Hiệu trưởng của Học viện Pháp thuật Durmstrang. Ông có ý định cho con là Draco Malfoy theo học trường đó nhưng vợ ông là Narcissa Malfoy không đồng ý cho con đi học quá xa nhà, vì vậy Draco học tại trường Hogwarts. Nhờ có sự đóng góp về tài chính cho Bệnh viện Thánh Mungo và Bộ Pháp thuật nên Malfoy có được nhiều mối quan hệ tốt với Bộ Pháp thuật và thường xuyên sử dụng chúng để tiến xa hơn trong chính trị.
Vai trò
Trong tập 2, trước khi Draco Malfoy và Harry Potter bắt đầu năm học thứ hai tại Hogwarts, Lucius Malfoy đã lén đặt cuốn nhật ký của Tom Marvolo Riddle vào giỏ của Ginny Weasley trong lúc cô bé đang mua hàng tại Tiệm sách Phú quý và Cơ hàn với âm mưu lợi dụng cô bé để mở Phòng chứa bí mật, dẫn đến hàng loạt vụ tấn công những học sinh có dòng máu Muggle tại trường. Malfoy biết rằng cuốn sách này có thể mê hoặc người nhưng không biết rằng nó lại là một trong những Trường sinh linh giá của Voldemort - cất giữ một phần linh hồn của hắn ta. Ông ta dự định xem việc Ginny mở Phòng chứa bí mật là một bằng chứng để làm mất uy tín của cha cô Arthur Weasley. Cuối cùng ông không thực hiện được kế hoạch và bị mất con gia tinh Dobby trước mẹo của Harry Potter. Ở tập 4, Harry Potter cùng những người bạn gặp ông và Draco trong trận Chung kết Quidditch Thế giới. Khi Chúa tể Voldemort hồi sinh lại lần nữa, Malfoy đã gia nhập lại nhóm Tử thần thực tử, nói rằng ông ta đã làm mọi thứ có thể để tìm lại Voldemort và giúp hắn ta hồi sinh. Harry Potter - nghe được lời tuyên bố về lòng trung thành của ông ta với Voldemort - đã kể lại với Bộ Pháp thuật. Nhưng không ai tin cậu và Malfoy vẫn giữ được mối quan hệ chặt chẽ của mình với Bộ. Tập 5, Malfoy bị gửi đến nhà tù Azkaban vì vai trò quan trọng của ông ta trong cuộc tấn công tại Bộ Pháp thuật với âm mưu đoạt được Quả cầu Tiên tri. Tập 6, Malfoy vẫn còn ở trong ngục Azkaban. Sự thất bại liên tiếp khi cố gắng lấy Quả cầu Tiên tri ở Bộ Pháp thuật, sự tình cờ khiến cho một trong những Trường sinh linh giá (quyển nhật ký) của Voldemort bị hủy diệt đã khiến cho Voldemort nổi cơn thịnh nộ dữ dội với ông. Hắn tuyển mộ con trai ông là Draco Malfoy vào nhóm Tử thần Thực tử với nhiệm vụ đầu tiên là đưa những Tử thần Thực tử vào trường và giết chết giáo sư, hiệu trưởng trường Hogwarts Albus Dumbledore - một trong những phù thủy vĩ đại nhất mọi thời đại. Nếu không làm theo, Voldemort sẽ giết Draco và mẹ cậu. Đây không hẳn là một nhiệm vụ thật sự mà chỉ là một sự trừng phạt khắc nghiệt đối với Malfoy: người con phải trả giá cho những sai lầm của người cha. Malfoy không thể nào giúp cho con trai hoàn thành nhiệm vụ này.

### Tử thần Thực tử khác
- Draco Malfoy
- Antonin Dolohov
- Yaxley
- Agustus Rookwood
- Evan Rosier
- Macnair
- Goyle Sr (cha của Goyle)
- Crabbe Sr (cha của Crabbe)
- Nott (cha của Nott)